# 三重中京大学
三重中京大学（みえちゅうきょうだいがく、英語: Mie Chukyo University）は、三重県松阪市久保町1846に本部を置いていた日本の私立大学である。1982年に設置され、2013年に廃止された。大学の略称は三重中京大。
2013年（平成25年）12月18日の文部科学省認可をもって閉学した。

## 大学の特徴

### 建学の精神
建学の精神は「学術とスポーツの真剣味の殿堂たれ」と要約されており、これは学校法人梅村学園の源流である中京商業学校の創立者の理念に基づくものであった。

### 教育理念
松阪大学の初代学長となった梅村淸明は、学校法人梅村学園の建学の精神に則り「学術の場では学術の研鑽とともにジェントルマンシップ、レディシップを醸成陶冶する」と述べ、体得すべき4項目を列挙しており、これが教育理念となっていた。

### 教育および研究
「社会科学系で単一学部の大学」である点を特徴として挙げていた。また、学生や教職員の数が比較的少ないことから「小規模大学」であるとし、大学の規模が小さい点を生かしてきめ細かい教育指導の実現を図ることで「教育型の大学」を目指すとしていた。また、大学の立地条件については「非大都市圏の大学」であるとし、地元密着を進めるとともに、地域社会研究所などを地域のシンクタンク的存在にするとしていた。

## 沿革
- 1982年（昭和57年） - 松阪大学として開学する。三重県初の社会科学系の大学として、政治経済学部政治経済学科が設置された。
- 1987年（昭和62年） - 教職課程が設置される。
- 1997年（平成9年） - 大学院政策科学研究科修士課程が設置される。
- 1998年（平成10年） - 政治経済学部に地域経営学科が開設される。
- 1999年（平成11年） - 大学院政策科学研究科に博士課程が設置される。
- 2000年（平成12年） - 政治経済学部が政策学部、政治経済学科が政策学科に名称変更される。
- 2005年（平成17年） - 校名が三重中京大学に変更されるとともに、政策学部が現代法経学部に名称変更される。
- 2007年（平成19年） - 教職課程を2007年度（平成19年度）入学生から廃止する。
- 2009年（平成21年） - 2010年度（平成22年度）より学生募集停止を発表する。
- 2013年（平成25年） - この時点で在籍していた学生が9月で全員卒業。同年12月18日（文部科学省認可日）をもって閉学した[1]。

## キャンパスの所在地
三重県松阪市久保町1846に所在していた。また、三重中京大学短期大学部も同キャンパス内に併設されていた。閉学後建物は解体され、跡地に三重県立松阪あゆみ特別支援学校が2018年（平成30年）4月に開校した。
なおこの地は、「地名しりとり」でワッキーがゴールした地でもあった。

## 教育および研究

### 学部
- 現代法経学部
  - 現代法経学科

### 大学院
- 政策科学研究科（修士課程・博士課程）
  - 政策科学専攻

### 短期大学部
- 短期大学部
  - 食物栄養学科
  - 子ども学科

### 附属機関
- 図書館
- 地域社会研究所
- KCDC（キッズ・カルチャー・デザイン・センター）

## 学生生活

### 部活動・クラブ活動・サークル活動

#### 体育系
- 硬式野球部 - 東海地区大学野球連盟の三重学生野球リーグに所属していた。東海地区大学野球連盟を代表する強豪校として知られていた。OBに則本昂大投手らがいる。

### 学園祭
- 学園祭は毎年、概ね三重中京大学短期大学部との合同で10月頃に行われていた。学園祭の名称は、「松鈴祭」から「SHOREI祭」「MCU祭」を経て「三重中京祭」と変遷した。

招待された主なゲスト
- 1995年 - 吉田ヒロ、Mr.オクレ、村上ショージほか吉本興業所属タレント
- 1996年 - 嘉門達夫
- 1997年 - フォークダンスDE成子坂
- 1999年 - CURIO
- 2000年 - 太陽とシスコムーン、平家みちよ、陣内貴美子
- 2001年 - 竹中平蔵（当時経済財政政策担当大臣）
- 2006年 - 笑い飯
- 2007年 - うたまろ、香川伸行（この年、香川の長男が三重中京大学へ入学した）
- 2008年 - 神奈月
- 2009年 - 西野カナ（系列校の三重高等学校出身）[7]、山中光茂（当時 松阪市長）
- 2010年 - 竹内順子、平田広明
- 2011年 - Nobodyknows+
- 2012年 - バッドボーイズ、ものいい、アンダーポイント、渡辺直美

## 大学関係者

### 教職員一覧
- 阪上順夫 - 政治学、政治教育、地域研究（韓国）
- 浜谷英博 - 憲法、比較憲法、自衛隊法、安全保障論
- 菊池理夫 - 政治学、政治思想
- 金子芳樹 - 国際関係論、地域研究（東南アジア）
- 伊藤勲 - 政治学
- 奥村晴彦 - 数学、物理学、情報処理
- 熊谷尚夫 - 経済政策、厚生経済学
- 竹内実 - 中国文学、中国史、現代中国社会論
- 平山重勝 - 生物学、植物病理学
- 増井健一 - 経済学、交通経済学
- 山本進一 - 民法
- 平岩俊司 - 国際関係論、地域研究（朝鮮半島）

### 学生OB一覧
- 西川純司 - 元プロ野球選手（埼玉西武ライオンズ）
- 国本和俊 - 元プロ野球選手（香川オリーブガイナーズ）
- 則本昂大 - プロ野球選手（東北楽天ゴールデンイーグルス）
- 宮﨑駿 - 元プロ野球選手（福岡ソフトバンクホークス）
- 野崎陽介 - プロサッカー選手（サガン鳥栖、横浜FC）
- 河野大樹 - 元プロ野球選手（福岡ソフトバンクホークス）
- 真野裕貴 - プロゴルファー

## 交通アクセス
- JR紀勢本線・名松線・近鉄山田線 松阪駅下車
  - 三重交通バス：パークタウン学園前行き 三重中京大学口停留所下車
  - 三重交通バス：三重中京大学行き 三重中京大学停留所下車
- JR紀勢本線 徳和駅下車
- 近鉄山田線 東松阪駅下車

## 関係校

### 系列校
学校法人梅村学園
- 三重中京大学短期大学部（併設校。2011年廃校）
- 三重中学校・高等学校（現在は学校法人三重高等学校）
- 梅村幼稚園（元同短期大学部附属校。現在は学校法人三重高等学校）
- 中京大学
- 中京大学附属中京高等学校

### 姉妹校
- 中京学院大学
- 中京学院大学短期大学部
- 中京高等学校 (岐阜県)
- 中京幼稚園（元短期大学部附属校。現在は短大部併設の中京こども園）

## 公式サイト
- 三重中京大学 - ウェイバックマシン（2018年2月5日アーカイブ分）
- 松阪大学 - ウェイバックマシン（2005年3月24日アーカイブ分）